# Guillén de las Casas
Guillén de las Casas (circa 1540 - circa 1595) fue un administrador real español nombrado por el rey Felipe II de España gobernador de Yucatán el 16 de abril de 1575 pero no tomó posesión sino hasta 1577.

## Datos biográficos e históricos
Guillén de las Casas fue designado gobernador de Yucatán en diciembre de 1575, aunque este no se apresuró a llegar a su destino ya que al llegar de España viajó extensamente por la Nueva España. No fue sino hasta septiembre de 1577, en que se presentó en la villa de Santa María de la Victoria, en Tabasco, que era parte integrante de la provincia de Yucatán, en donde tomó posesión de su gubernatura.
Al llegar a la península de Yucatán, De las Casas inició juicio de residencia en contra de su antecesor Francisco Velázquez de Gijón y también enjuició al Defensor de Indios Francisco Palomino que fue encarcelado bajo la acusación de robar los bienes que correspondían a los indígenas mayas. Por la intervención del obispo Diego de Landa fue más tarde puesto en libertad.
El trabajo de los indígenas fue tema central en las relaciones que se dieron durante todo el siglo XVI en Yucatán entre los gobernantes, los encomenderos, los conquistadores originales y los religiosos franciscanos que llegaron para la evangelización de los mayas dominados a partir de la conquista. Con el gobernador De las Casas, esto no fue la excepción y su relación con los encomenderos y los religiosos giró en torno del debate de hasta que punto usar a los naturales en la construcción de la infraestructura necesaria para el desarrollo de la región y en los servicios que los dominadores requerían, principalmente en el traslado de mercancías. ya que no habiendo bestias de carga en la región, ni caminos abiertos, la intervención de los lugareños era necesaria y para algunos insustituible. Los actos del gobernador siempre lo llevaron a enfrentarse con los franciscanos por las disposiciones en favor de los encomenderos, de los comerciantes y de los industriales en ciernes, para el uso y abuso de tal mano de obra, particularmente en la industria del añil (a partir del palo de tinte de la región). También porque quiso bloquear el uso de los indígenas mayas en la elaboración de piezas de ornato para las construcciones religiosas que se iniciaron de forma muy intensa en esa época.
Guillén de las Casas fue visto como un gobernador excesivamente joven, amante de fiestas y de los excesos en el juego y el galanteo. Acumuló por ello numerosas quejas que llegaron tanto a la Real Audiencia de México como al propio rey. Durante su mandato intervino en favor de Catalina de Montejo, descendiente del adelantado Francisco de Montejo, en un pleito que ésta tuvo con el fisco real. Adujo que los descendientes de los conquistadores deberían tener más prebendas y contemplaciones por parte de la corona de las que recibían, que eran casi nulas. También intervino en favor de una hija de Juan del Rey, primer médico que había llegado y muerto en la región, y le acordó una pensión modesta. Fue actor decisivo en la conclusión del trabajo solicitado mediante una cédula real, que estableció la necesidad de realizar una descripción completa y documentada de la provincia. Por él la obra vio su fin y fue posible enviarla a la atención del soberano.
Le sucedió como gobernante de Yucatán don Francisco de Solís Osorio quien se hizo cargo del gobierno por nombramiento real el 22 de septiembre de 1582. Guillén de las Casas fue inmediatamente residenciado, primero a iniciativa del nuevo gobernador pero después por un visitador especial enviado por la Real Audiencia de México, Diego García de Palacios, quien inclusive se hizo cargo provisionalmente del gobierno de la provincia. Como resultado del juicio fue enviado a prisión ante las innumerables quejas que existían en su contra, una de las más graves la relativa a la acusación de un encomendero, Fernando Bracamonte, quien lo señaló como responsable del ultraje que había sufrido una de sus hijas, que a la postre había fallecido durante el parto a que la había conducido tal ultraje. Poco tiempo después De las Casas fue enviado con su expediente a España, en donde falleció caído en desgracia, probablemente en 1595.